# Estadi de Sarrià
L'Estadi de Sarrià (oficialment de la carretera de Sarrià), fou el camp de futbol del Reial Club Deportiu Espanyol entre el 1923 i el 1997.

## Història

### Inicis

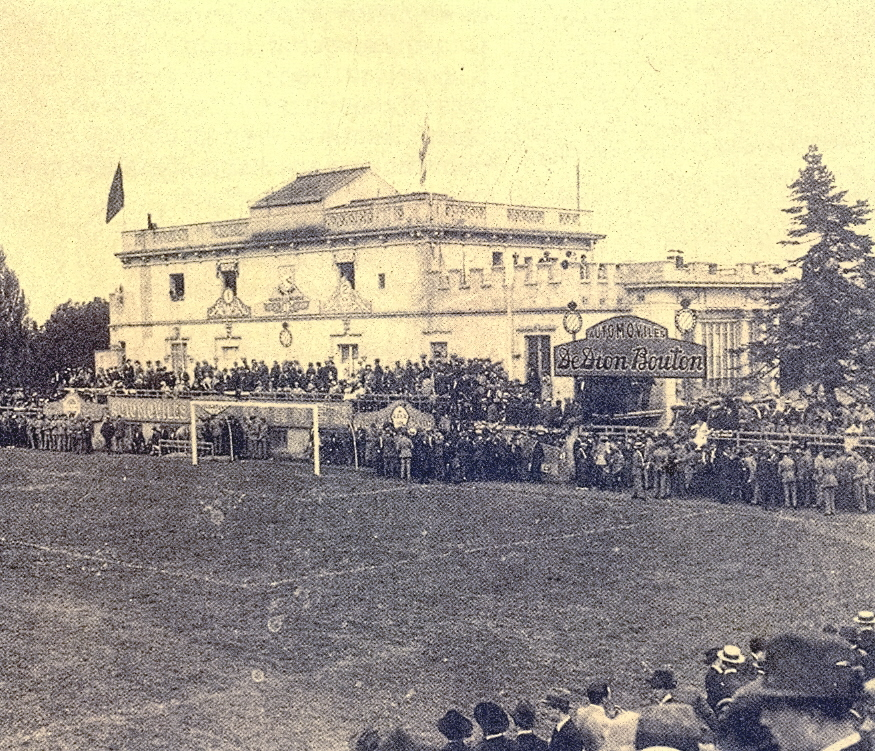
L'anomenat Camp de la Manigua amb el Xalet Can Poc Oli al gol sud

La primera pedra es col·locà el 31 desembre de 1922 sota la supervisió de l'arquitecte Matías Colmenares, i el 18 de febrer de 1923, l'Espanyol inaugurà el seu gran estadi, que rebé el nom de la carretera entre Barcelona i Sarrià, en un solar que rebia el nom de La Manigua de Can Ràbia donada la situació i l'arbrat de tota mena que envoltava el terreny. El cost va ser de 170.000 pessetes d'aquell temps. La previsió inicial de 40.000 espectadors, però a causa de la fallida de l'empresa constructora quan es va inaugurar només tenia capacitat per a 10.000 espectadors. El partit inaugural fou contra la Unió Esportiva Sants amb victòria blanc-blava per 4 a 1, el primer gol obra de Vicenç Tonijuan. El 1929, el club guanyà la seva primera copa d'Espanya. El 10 de febrer, a l'estadi de Sarrià, Josep 'Pitus' Prat marcà el primer gol del primer campionat espanyol de Lliga. A l'equip del moment destacava per damunt de tothom «El Diví», Ricard Zamora. Però, a més dels diversos Campionats de Catalunya, no seria fins al 1940 que el club guanyà la seva segona copa d'Espanya.

### Successives ampliacions
El 1948, el president Paco Sáenz, amb la mediació de la Federació, recomprà l'estadi, que pertanyia fins aleshores a la família De la Riva, pel preu de cinc milions de pessetes. El 1951 s'enderrocà el xalet i s'inaugurà el gol sud. El president Francesc Perelló va fer construir la nova tribuna i la graderia superposada l'any 1956, i el 1960 s'instal·là l'enllumenat artificial.
Durant els anys 1960 hi aparegueren destacats jugadors com Cayetano Re, Marcial, Rodilla, José María i Munt; però cal destacar sobretot a Ladislau Kubala (1963-1964) i Alfredo Di Stefano (1964-1967) que varen acabar la seva carrera a l'estadi de Sarrià. Després de baixar dos cops a Segona, el club recuperà un bon nivell a inicis dels 1970, amb figures com Daniel Solsona i el xilè Carlos Caszely.
Manuel Meler, el president del moment, completà la graderia sud, aixecà la nova tribuna superior, instal·là la lateral i recompongué la inferior i el gol nord, tot això en dotze anys.

### Els anys 1980 i 1990

#### Mundial 1982
L'estadi de Sarrià acollí tres partits del grup 3 de la segona fase de la Copa del Món de futbol 1982. La sort va fer que s'hi trobessin tres de les millors seleccions del moment i favorites al títol: Argentina (de Diego Maradona, Mario Alberto Kempes, Daniel Passarella…), Brasil (de Zico, Sócrates, Cerezo, Falcão, Eder…) i Itàlia (de Dino Zoff, Claudio Gentile, Marco Tardelli, Paolo Rossi…). El partit clau fou el tercer, on Itàlia derrotà Brasil per 3 a 2, en un gran encontre que ha quedat gravat com dels millors mai disputats. Itàlia passà a la ronda de semifinals i s'encaminà directe cap al títol.
| Itàlia                     | 2–1     | Argentina      |
| -------------------------- | ------- | -------------- |
| Tardelli 57' · Cabrini 67' | Informe | Passarella 83' |

| Argentina | 1–3     | Brasil                               |
| --------- | ------- | ------------------------------------ |
| Díaz 89'  | Informe | Zico 11' · Serginho 66' · Júnior 75' |

| Itàlia             | 3–2     | Brasil                    |
| ------------------ | ------- | ------------------------- |
| Rossi 5', 25', 74' | Informe | Sócrates 12' · Falcão 68' |

#### Altres esdeveniments
Als anys 1980 destacaren sobre la gespa dos jugadors mítics al club, John Lauridsen i Thomas N'Kono. L'equip fou finalista de la Copa de la UEFA el 1988.
L'any 1992 fou seu de part del campionat de futbol dels Jocs Olímpics de Barcelona.

### Venda i enderroc

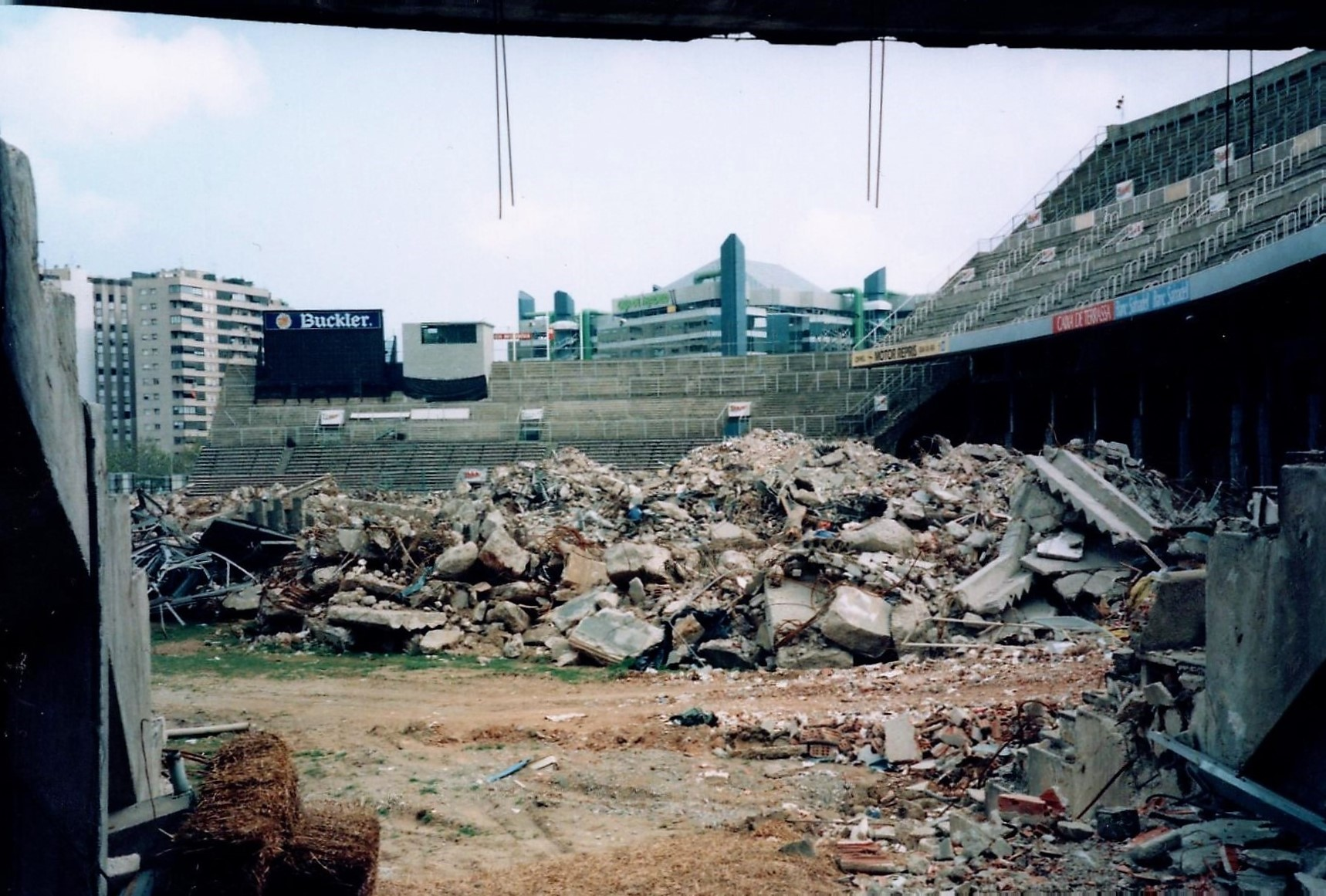
Imatge de l'enderroc de l'estadi.

Els problemes econòmics del club obliguen l'entitat a vendre l'estadi a promotors immobiliaris. L'últim partit a Sarrià es va jugar el 21 de juny de 1997, contra el València CF, i l'Espanyol guanya per 3 a 2 i l'últim gol el marcà José Cobos. El 20 de setembre de 1997 es van fer servir 78 kg d'explosius per a enderrocar l'estadi i construir-hi uns pisos d'alt standing. L'operació va ser liderada per Romà Sanahuja, del Grup Sanahuja, que van aportar el 55% del finançament, i coparticipada per Argentaria (20%), l'RCDE Espanyol (16%) i la constructora de Florentino Pérez OCP (9%). El club hi va acabar ingressant uns 60 milions d'euros. L'Espanyol passà a jugar els seus partits a l'Estadi Olímpic Lluís Companys, a Montjuïc, fins a l'any 2009, quan es traslladà a l'Estadi Cornellà-El Prat.